# Ieremia Movilă
Pour les articles homonymes, voir Movila.
Ieremia Movilă est prince de Moldavie de 1595 à 1600 et de 1600 à 1606. La monarchie est élective dans les principautés roumaines de Moldavie et de Valachie, comme en Transylvanie et en Pologne voisines : le prince (voïvode, hospodar ou domnitor selon les époques et les sources) était élu par (et souvent parmi) les boyards : pour être nommé, régner et se maintenir, il s'appuyait  sur les partis de boyards et fréquemment sur les puissances voisines, habsbourgeoise, polonaise, russe et surtout ottomane, car jusqu'en 1859 les deux principautés sont vassales de la « Sublime Porte » ottomane dont elles étaient tributaires.

## Biographie
Ieremia Movilă nait vers 1555, il est le fils du boyard Ioan Movilă de Hudesti et de la princesse Maria, fille de Pierre IV Rareș, prince de Moldavie.
Il commence sa carrière comme Mare Vornic ("premier ministre") de Moldavie de 1583 à 1591. En 1593, il devient vassal du roi de Pologne qui l'appuie pour prendre, le 27 août 1595, le trône de Moldavie au prince Ștefan Răzvan, alors soutenu par Sigismond Ier Báthory de Transylvanie et allié de Michel le Brave de Valachie. Ieremia Movilă doit accepter la suzeraineté polonaise en 1597 et celle des Ottomans en 1599.
Cependant, en mai 1600, il est chassé de Moldavie par Michel le Brave qui prend le titre de Prince. Dès le mois de septembre suivant, Ieremia Movilă, soutenu par une armée polonaise, retrouve son trône. Il prend le titre de Dei gratias princeps et perpetuus heres Moldovia. Il meurt le 30 juin 1606 et est inhumé dans l'église du monastère de Sucevița qu'il avait favorisée comme son frère le Métropolite de Moldavie Gheorghe III Movilă.

## Mariage et famille

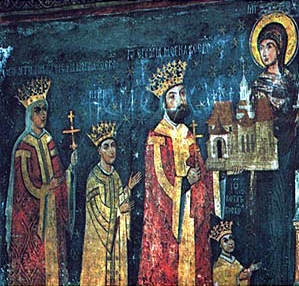
Ieremia Movilă et sa famille, fresque du Monastère de Sucevița

En 1587, en Pologne, il épouse Erszébet Csomortany de Losoncz, une noble hongroise née vers 1571 et morte dans le harem d'un Agha turc à Constantinople après le 3 août 1616 (on ignore comment elle y est arrivée, probablement capturée après son veuvage au cours de l'une des guerres ottomanes en Europe). Le couple laisse onze enfants dont trois fils survivants et quatre filles qui se sont toutes mariées dans la noblesse polonaise :
- Constantin Movilă
- Alexandru Movilă
- Bogdan
- Zamfira (?-7 mars 1596)
- Petru
- Alexis (?-12 juillet 1597)
- Stana (?-12 juillet 1597)
- Chiajna (1588-1619) épousa en 1603 le prince Michel Wiśniowiecki.
- Maria (?-1638) épousa successivement deux nobles, Stefan Potocki (?-1631) puis Nicolas Firlej (?-1636).
- Ecaterina (?-1618) épousa en 1618 le prince Samuel Korecki (mort 1622).
- Ana (?-1666) épousa successivement quatre nobles polonais.

## Sources
- Alexandru Dimitrie Xenopol, Histoire des Roumains de la Dacie trajane : Depuis les origines jusqu'à l'union des principautés, E Leroux Paris, 1896
- Nicolas Iorga, Histoire des Roumains et de la romanité orientale, 1920
- (ro) Constantin C.Giurescu, Dinu C.Giurescu, Istoria Românilor Volume II (1352-1606) p. 324-377, Editura Ştiinţifică şi Enciclopedică, Bucureşti, 1976